# Schlacht am Margus
Die Schlacht am Margus wurde im Juli 285 zwischen den Heeren des römischen Kaisers Carinus und seines Herausforderers Diokletian im Flusstal des Margus (heute Morava) in Moesia (heutiges Serbien) ausgefochten. 
Diokletians Heer unterlag den zahlenmäßig überlegenen Truppen des Carinus. Dieser wurde jedoch nach der Schlacht aus unklaren Gründen, wahrscheinlich aber auf Betreiben Diokletians, von seinen eigenen Leuten ermordet, und damit wurde Diokletian der unbestrittene Herrscher des Imperiums.